# اچ‌ام‌اس سی۱۶
اچ‌ام‌اس سی۱۶ (به انگلیسی: HMS C16) یک زیردریایی بود که طول آن ۱۴۳ فوت ۲ اینچ (۴۳٫۶۴ متر) بود. این زیردریایی در سال ۱۹۰۸ ساخته شد.